# MUSCLE BEAT
MUSCLE BEAT（マッスル・ビート）は、1980年代後半に活動した日本のロックバンド。
解散後は2018年6月と2022年12月に1夜限りのリユニオンライブを行なっており、バンドメンバーらの情報はTwitter公式で随時公開されている。

## メンバー
- 久保田慎吾

ボーカル担当。1958年6月15日生。O型。
- ブラボー小松

ギター担当。1960年3月8日生。AB型。
- サンダー（サーシャ、SASHA）

ベース担当。195X年6月18日生。AB型。
- 泉水敏郎

ドラムス担当。1957年12月14日生。A型

## ディスコグラフィー
- 『MUSCLE BEAT』
ジャパン 32JC-263 1987年11月
収録曲
  1. Rock'n Roll's Crazy
  2. C.D Neon Lights
  3. Diamond
  4. Narcisstic
  5. 暗い所へ
  6. Do the Muscle Beat!!
  7. Bed-Room Queen
  8. Candina
  9. シンゴだ!!
  10. Candy Box
  11. Flash Back
  12. Love Song
  13. She's a Drug
- 『ROCK'N ROLL PLANET』
ジャパン 32JC-337 1988年11月
収録曲
  1. OUT IN OUT
  2. 教えておくれLOVE SONG
  3. 鏡の島
  4. 夢の続き
  5. MELODY（Rock'n Roll Dream）
  6. CAPTAIN BEATHEART
  7. 退屈じゃあ…GOOD BYE
  8. EXTASY
  9. SAY GIRL
  10. シ・タ・イ
  11. 天使の10COUNT